# Леонид Говоров
Леонид Александрович Говоров (рус. Леони́д Алекса́ндрович Го́воров; 10. фебруар 1897 – 19. март 1955) био је совјетски војни командант. Као артиљеријски официр приступио је Црвеној армији 1920. године. Завршио је неколико совјетских војних академија, укључујући и Генералштабну академију Црвене армије. Учествовао је у Зимском рату као старији артиљеријски официр.
У Другом светском рату Говоров је, у новембру 1941. године, током битке за Москву, постављен на положај команданта 5.армије. Од априла 1942. године, па све до краја рата командовао је Лењинградским фронтом. 1944. године унапређен је у чин маршала Совјетског Савеза и одликован је орденом Хероја Совјетског Савеза као и многим другим одликовањима.

## Ране године и револуција
Леонид Алексејевич Говоров рођен је у руској сељачкој породици у селу Битурки у Кировској области. Похађао је техничку школу у Јелабуди након које је уписао смер бродоградњу на Петровградском политехничком институту. У децембру 1916. године, мобилисан је и упућен у Константиновску артиљеријску школу, где је дипломирао 1917. године. Постао је артиљеријски официр у чини потпоручника.
Када је 1917. године почела Руска револуција и када се Руска царска војска распала, Говоров се вратио кући, али је недуго по повратку мобилисан у белогардејску армију под командом Александра Колчака. Дезертирао је пред крај 1919. године и почетком 1920. године приступио је Црвеној армији. Током Руског грађанског рата командовао је артиљеријском батеријом у саставу 51. стрељачке дивизије. 1921. године одликован је Орденом Црвене заставе.

## Међуратни период
Говоров је наставио са војним образовањем, па је 1926. године завршио артиљеријски курс, 1930. године виши академски курс, а 1933. године дипломирао је на војној академији Фрунзе. Говоров је био први међу совјетским официрима који је 1936. године уписао Генералштабну академију Црвене армије, коју је завршио 1938. године.
Од 1936. године поверена му је команда над артиљеријом Кијевског војног округа. 1938. године изабран је за предавача тактике на Војној академији Џержинског. 1939. године завршио је своју прву научну публикацију. 
Током велике чистке која је, по Стаљиновом налогу, спроведена у војсци, Говоров је једва избегао хапшење и то само захваљујући интервенцији Михаила Калињина, након чега је наставио са напредовањем у служби.

## Зимски рат
1939. године, по избијању Совјетско-Финског рата, Говоров је постављен за начелника артиљерије совјетске 7. армије, с обзиром да се његов научни рад на артиљеријској академији Џержинског односио на тему напада и пробоја утврђених непријатељских положаја. Командовао је масовним артиљеријским баражом који је омогућио совјетским снагама да пробију Манерхајмову линију 1940. године. За заслуге приликом пробоја Манерхајмове линије одликован је Орденом Црвене звезде и постављен је за команданта дивизије, а нешто касније је постављен за заменика генералног инспектора артиљерије Црвене армије.

## Други светски рат

### 1941. и почетак 1942. године
Након почетка немачког напада на СССР јуна 1941. године, Говоров је у периоду од августа до октобра 1941. године командовао артиљеријом на западном фронту у Белорусији. Током битке за Москву, постављен је за начелника артиљерије совјетске 5. армије под командом генерал-мајора Дмитрија Даниловича Љељушенка. После Љељушенковог рањавања, 18. октобра Говоров је преузео командовање 5. армијом. Током совјетске контра-офанзиве у зиму 1941-42. године, његова армија ослободила је Можајск. Због заслуга у борби унапређен је у чин генерал-потп
уковника артиљерије.

### Одбрана Лењинграда
У априлу 1942. године Говоров је постављен за команданта Лењинградске борбене групе на Лењинградском фронту, која је била сачињена од јединица некадашњег Лењинградског и Волховског фронта. У јулу је поново формиран Волховски фронт, па је Говоров постао главно-командујући целокупног Лењинградског фронта, заменивши на овој позицији генерал-пуковника М. С. Хозина. Лењинград је био одсечен од остатка Русије још од септембра 1941. године што је имало катастрофалне последице по цивилно становништво које није на време евакуисано. Такозвани „Пут живота“, преко залеђеног Ладошког језера, који је био једина линија снабдевања опкољеног града, редовно је бомбардован из ваздуха. Совјетске снаге су током 1942. године покренуле неколико офанзива не би ли разбиле обруч око Лењинграда, али у томе нису успеле. Совјетска Љубанска офанзива је чак за последицу имала опкољавање и уништење највећег дела совјетске 2. ударне армије. У оваквој ситуацији Говоровљево искуство као артиљерца је сматрано непроцењивим, с обзиром да је град био под константном ватром немачке артиљерије и један од његових главних задатака био је организација артиљеријских против-удара по положајима немачке артиљерије.
Чим је преузео команду над Лењинградским фронтом у јулу 1942. године, Говоров је покренуо неколико локалних контра-напада на различитим секторима фронта, а у склопу припрема за офанзиву већих размера. Заједно са Волховским фронтом, Лењинградски фронт требало је да покрене офанзиву за разбијање немачке блокаде, на сектору јужно од Ладошког језера, где је немачки обруч био најтањи и где је Лењинградски и Волховски фронт раздвајао појас под немачком контролом који није био шири од 16 km. У исто време немачке снаге планирале су операцију Нордлихт чији циљ је био заузимање града и спајање са финским јединицама. За извођење операције Немци су довукли јединице које су учествовале у освајању Севастопоља, у јулу 1942. године. Ни једна од зараћених страна није имала представу о томе да друга страна припрема офанзиву. Као резултат ове околности совјетска Сињавинска операција је претрпела неуспех и 2.ударна армија је по други пут десеткована од почетка године, али су и немачке снаге пртрпеле тешке губитке због чега је отказана Операција Северна светлост.
Крајем новембра 1942. године Говоров је започео планирање нове операције која је требало да разбије блокаду Лењинграда. Ставка је у децембру одобрила извођење операције која је добила шифровано име операција Искра. Операција Искра почела је 13. јануара 1943. године, а већ 18. јануара дошло је до спајања совјетских јединица и пробијања обруча. Ситуација на фронту се стабилизовала до 22. јануара. Операција је успешно отворила копнени коридор ширине од 8–10 km који је повезао Лењинград са остатком СССР. Дуж коридора је одмах изграђен нов ауто-пут који је омогућио да се у град допреми знатно већа количина залиха него што је то било могуће док се снабдевање вршило само „Путем живота“. За успех у пробијању блокаде Говоров је 15. јануара унапређен у чин генерал-пуковника, а 28. јануара је одликован Орденом Суворова I класе.
Лењинградски и Волховски фронт покушали су да експлоатишу овај успех планирајући знатно амбициознију операцију под називом операција Поларна звезда. Ова операција имала је за циљ потпуно разбијање немачке Групе армија Север, али је постигла релативно скромне резултате. У међувремену, Говоров је током 1943. године командовао са неколико офанзива у региону, којима је полако проширивао коридор ка Лењинграду и остваривао неке мање значајне циљеве. 
У новембру 1943. године Говоров је започео планирање Лењинградско-Новгородске офанзиве која је требало да одбаци немачку Групу армија Север даље од града. 17. новембра унапређен је у чин генерала армије.

### Совјетка офанзива
Совјетска офанзива почела је 14. јаунара 1944. године. До 1. марта, Лењинградски, Волховски и 2. Балтички фронт потиснули су немачку Групу армија Север и до 300 km, на фронту ширине 400 km, ослободивши јужне делове Лењинградске области и делове Калињинске области. Немачке снаге, појачане резервама, зауставиле су се на „Пантер линији“, која се простирала од Нарве до Пскова, ослањајући се на језеро Псков као природну баријеру. Током неколико тешких битака у рејону Нарве, немачке снаге успеле су да зауставе совјетску офанзиву. 18. априла совјетске снаге су прешле у одбрану и формиран је нови 3. Балтички фронт који је преузео операције у рејону Нарве, док је Говоровљев Лењинградски фронт наставио са операцијама на северу. У јуну 1944. године, током Виборг-Петрозаводск офанзиве, која је довела до ослобођења Виборга, Говоров је унапређен у чин маршала Совјетског Савеза. Касније су јединице под његовом командом ослободиле балтичке државе, а у јесен исте године блокирале су немачку Групу армија Север, у такозваном „Курландском џепу“. 27. јануара 1945. године Говоров је постао херој Совјетског Савеза.

## Послератна каријера
После рата Говоров је прво командовао Лењинградским војним округом, а затим је постављен за генералног инспектора конпнених снага. 1948. године поверена му је команда над против-ваздушном одбраном Совјетског Савеза, а 1952. године је постао заменик министра одбране. Са ове функције надзирао је модернизацију совјетског система против-ваздушне одбране, у ери млазних авиона и атомских бомби.
Умро је у марту 1955. године од последица хроничне срчане болести. Сахрањен је у некрополи у зидинама Кремља. По њему носи име једна улица у Санкт Петерсбургу.

## Одликовања и медаље
|  | Херој Совјетског Савеза (27. јануар 1945)                                                                   |
|  | Орден победе (31. мај 1945)                                                                                 |
|  | Орден Лењина (10. новембра 1941., 2. јануара 1942., 27. јануара 1945., 21. фебруар 1945., 21. фебруар 1947) |
|  | Орден Црвене заставе (1921., 3. новембра 1944., 15. новембра 1950)                                          |
|  | Орден Суворова I класе (28. јануара 1943., 21. фебруара 1944)                                               |
|  | Орден Кутузова I класе (29. јула 1944)                                                                      |
|  | Орден Црвене звезде (15. јануара 1940)                                                                      |
|  | Медаља "За одбрану Лењинграда"                                                                              |
|  | Медаља "За одбрану Москве"                                                                                  |
|  | Медаља "За победу над Немачком у Великом отаџбинском рату 1941-1945."                                       |
|  | Јубиларна медаља "20 година радничке и сељачке Црвене армије"                                               |
|  | Јубиларна медаља "30 година Совјетске војске и морнарице"                                                   |
|  | Јубиларна медаља "800-та годишњица Москве"                                                                  |

## Допунско штиво
- Glantz, David M. (2005). Colossus Reborn: The Red Army at War 1941–43. Kansas University Press. ISBN 978-0-7006-1353-3.